# Stuttgart Ökologisch Sozial
Stuttgart Ökologisch Sozial (SÖS) ist eine kommunale Wählergruppe aus Stuttgart, die seit dem Jahr 2004 im Stuttgarter Gemeinderat vertreten ist.

## Grundsätze

Logo (2009)

Bei SÖS kommen die unterschiedlichsten Menschen zusammen, aber als gemeinsamer Nenner lassen sie sich von den drei Grundsätzen – Demokratie, Ökologie und Soziales – leiten.

## Aktivitäten
SÖS initiierte u. a. „Platz da!“- Picknicks, von denen in den letzten Jahren mehrere auf der B14 in Stuttgart stattfanden, das Projekt „Open Piano“ Charlottenplatz sowie das Bürgerbegehren „Bus und Bahn kostenlos!“.

## Ziele

### Klimaschutz
Die Energie- und Ressourcenschonung soll bevorzugt werden. Bauen im Bestand anstatt abreißen und Verschwendung von Grauer Energie. Es wird ein Klimareferat und 100 Prozent klimaneutralen Strom und Wärme gefordert. Die Mobilitätswende mit Reduzierung des motorisierten Individualverkehrs hin zu einem ÖPNV, Fahrrad- und Fußverkehr muss in Stuttgart umgesetzt werden. Außerdem bedarf es einem Monitoring, welches die Fortschritte der Klimaschutzziele regelmäßig abbildet und eines Gremium, welches bei Nichterreichen von Zwischenzielen eingreift.

### Kultur
Der kulturelle Reichtum, den es in Stuttgart gibt, soll in seiner gesamten Bandbreite und Vielfalt erhalten bleiben. Mehr kulturelle (Probe-)Räume sollen Kulturschaffenden zur Verfügung stehen. Außerdem wird eine behutsame und kostengünstigere Opernsanierung angestrebt. Darüber hinaus gilt es die Baukultur zu bewahren und Bestandsgebäude nicht abzureißen.

### Mobilitätswende
Ausbau des Schienenverkehrs und Umstieg 21 anstatt Stuttgart 21 sowie Erhalt und Modernisierung der Gäubahn über die Panoramastrecke. Neben einer autofreien Innenstadt soll der Autoverkehr bis 2035 um die Hälfte reduziert werden, auf den Straßen Tempo 30, sowie Vorrang für Zu-Fuß-Gehende und Radfahrende gelten. Jährlich sollen 5 % der Parkplätze für Fuß, Rad, Baum, Bank und Bach umgestaltet und Spielstraßen ausgebaut werden; Der ÖPNV rund um die Uhr kostenlos sein. Der Kopfbahnhof und die Gäubahn über die Panoramastrecke sollen erhalten bleiben.

### Familie
SÖS setzt sich für eine gut ausgebaute, kostenfreie Kinderbetreuung in Krippe, Kita und Kinderhaus ein. Kinder sollen sich in Stuttgart gefahrlos auf Spielstraßen aufhalten und auf dem Schulweg bewegen können. Alle Kinder soll Schwimmunterricht angeboten werden können. Ebenso für ein kostenloses und tierwohlgerechtes Mittagessen in Kitas und Schulen.

## Programm 2014
Zur Kommunalwahl 2014 entwickelte das Wählerbündnis drei Grundsätze und elf Standpunkte. Die Grundsätze von Stuttgart Ökologisch Sozial sind der Erhalt der natürlichen Lebensgrundlagen, gelebte Demokratie und eine solidarische und soziale Gesellschaft. Die elf Standpunkte beziehen sich konkret auf die Bereiche Wohnen, Energie und Stadtwerke, Verkehr, Schulen, Kinderbetreuung, Stuttgart 21, Integration und Flüchtlinge und Willkommenskultur, Stadtfinanzen, Kultur und Jugendkultur, Akzeptanz sexueller Vielfalt, Sicherheit und Ordnung.

## Wahlergebnisse

### 2004
Hannes Rockenbauch, Mitgründer der SÖS, schaffte 2004 beim ersten Antreten der SÖS zu einer Wahl den Einzug in den Stuttgarter Gemeinderat.

### 2009
Bei der nächsten Kommunalwahl 2009 konnte die Liste ihr Ergebnis verbessern und zog mit drei Stadträten, Hannes Rockenbauch, Gangolf Stocker und Maria Lina Kotelmann, in den Gemeinderat der Stadt Stuttgart ein. Dort bildeten sie mit den zwei Abgeordneten von der Partei Die Linke eine Fraktionsgemeinschaft mit insgesamt fünf Sitzen.

### 2014
Bei den Kommunalwahlen 2014 kam SÖS auf 5,4 % der Stimmen und stellte mit Hannes Rockenbauch, Guntrun Müller-Enßlin und Luigi Pantisano drei Stadträte. Zusammen mit den Parteien Die Linke und Piraten sowie der Wählervereinigung Studentische Liste bildete sie die Fraktionsgemeinschaft SÖS-LINKE-PluS. Dadurch erhielt SÖS auch in einigen Bezirksbeiräten Sitze.

### 2019
Bei den Kommunalwahlen 2019 kam SÖS auf 4,4 % der Stimmen und stellte mit Hannes Rockenbauch, Guntrun Müller-Enßlin und Luigi Pantisano drei Stadträte. Zusammen mit den Parteien Die Linke, den Piraten und der Tierschutzpartei bildeten sie die Fraktionsgemeinschaft DIE FrAKTION. SÖS standen 14 Mandate in den Bezirksbeiräten zu. Im März 2022 wechselte Luigi Pantisano zur Linkspartei.

### 2024
Bei den Kommunalwahlen 2024 erreichte SÖS 4,1 % der Stimmen und stellt mit Hannes Rockenbauch und Guntrun Müller-Enßlin zwei Stadträte. Zusammen mit der Partei Die Linke bilden sie eine Fraktionsgemeinschaft sowie mit der Tierschutzpartei eine Zählgemeinschaft.
Bei der Wahl zur Regionalversammlung trat SÖS zum ersten Mal seit ihrem Bestehen mit einem Wahlvorschlag an. SÖS erreichte 0,8 % der Stimmen und stellt mit Paul Russmann einen Regionalrat.